# 최자영
최자영(崔子英, ? ~ 1166년)은 고려 중기의 문신이다.

## 생애
본인의 열전이 존재하지 않아, 출신지나 출사 경위는 알 수 없다.
1135년(인종 13) 묘청(妙淸)의 난 당시 합문지후(閤門祗候)로 있었는데, 원수 김부식(金富軾)의 명으로 대장군 김양수(金良秀)·시랑(侍郞) 양제보(楊齊寶)·원외랑(員外郞) 김정(金精)·직장(直長) 권경량(權景亮) 등과 함께 후군이 되어, 군사를 거느리고 요충지인 대동강(大同江)에 주둔했다.
이듬해 서경(西京)이 항복하여 난이 진압되자, 역시 김부식의 명을 받아 어사(御史)로서 어사잡단(御史雜端) 이인실(李仁實)·시어사(侍御史) 이식(李軾)과 함께 관부의 창고를 봉쇄했다.
1144년 호부시랑(戶部侍郞)으로서 금나라에 가서 만수절(萬壽節)을 축하했으며, 1150년(의종 6) 좌산기상시(左散騎常侍)·동지추밀원사(同知樞密院事)에 임명되어 재추의 반열에 들어갔다.
이듬해 최유청(崔惟淸)·문공원(文公元)·유필(庾弼)·왕식(王軾)·김영부(金永夫)·박소(朴翛) 등과 함께, 대령후(大寧侯)와 몰래 친교를 맺고 매일 밤 자기 집에 불러다가 술잔치를 베풀고 놀던 정서(鄭敍)를 탄핵하여 동래(東萊)로 유배가게 하였으며, 같은 해 지문하성사(知門下省事)로 승진했다.
그 후 간관(諫官)들이 시사(時事)를 3일 동안이나 간하였으나 왕의 회답이 없자, 문공원·유필·김영석(金永錫) 등과 함께 업무를 거부했다.
이에 왕이 최자영을 비롯한 중서문하성(中書門下省)의 벼슬아치들을 불러 잘 타이른 다음 업무를 보게 했으나, 모두 지시에 불응하고 밤에 궁궐을 나가 버렸다.
1152년(의종 6) 우간의대부(右諫議大夫) 신숙(申淑) 등이 복합(伏閤)하여 간쟁(諫諍)할 때에는 문공원·유필·김영석과 함께 참여하지 않았다.
같은 해 검교사도(檢校司徒)가 더해졌다가, 참지정사(參知政事)로 승진했으며, 1154년(의종 8) 판병부사(判兵部事)를 겸했다.
이듬해 수사도(守司徒)·문하시랑평장사(門下侍郞平章事)로 있으면서 권판이부사(權判吏部事)와 판이부사(判吏部事)를 차례로 겸했으며, 서경유수사(西京留守事), 서북면병마판사(西北面兵馬判事)·판중군병마사(判中軍兵馬事) 등의 외직을 역임했다.
같은 해 왕이 최자영과 함께 지문하성사 양원준(梁元俊), 기거사인(起居舍人) 최누백(崔婁伯), 좌사간(左司諫) 박득령(朴得齡), 좌정언(左正言) 허홍재(許洪材), 우정언(右正言) 최우보(崔祐甫)를 불러 국정에 대한 의견을 물었다.
이후 치사(致仕)한 듯하며, 1166년(의종 20) 졸하니 왕이 이를 애도하여 3일 동안 조회를 폐했다.

## 가족 관계
- 사위 - 임경식(林景軾, 1099년 ~ 1161년)[8] : 검교호부상서(檢校戶部尙書)·대부소경(大府少卿)